# European Universities in Egypt

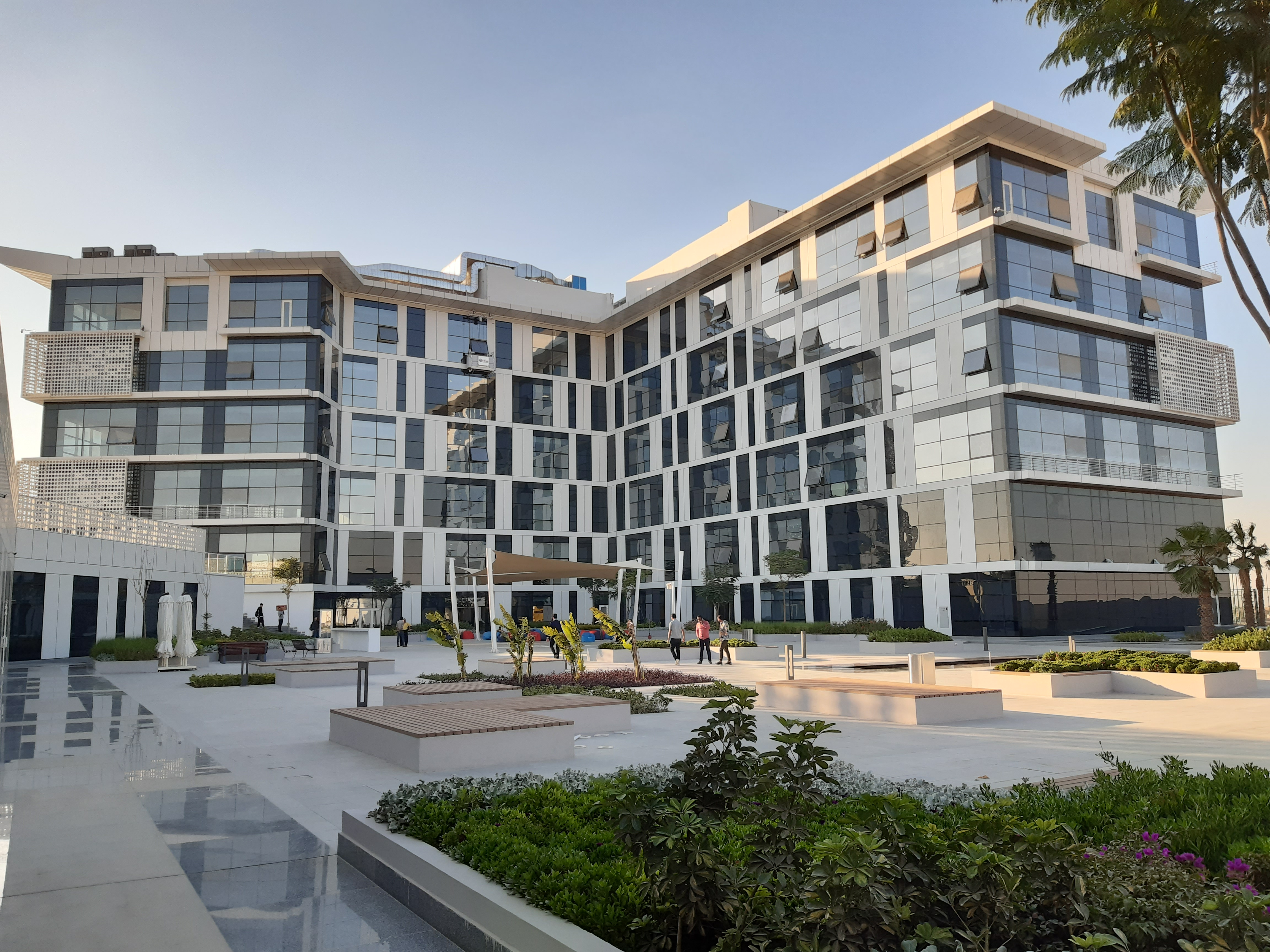
Gebäude A des EUE-Campus (mit Seminar- und Vorlesungssälen, sowie Campus-Bibliothek im Westflügel und Großem Auditorium im Ostflügel)

Die European Universities in Egypt (arabisch الجامعات الأوروبية في مصر, DMG al-Ǧāmiʿāt al-Ūrūbiyya fī Miṣr ; ‚Europäische Universitäten in Ägypten‘; Abkürzung: EUE) sind eine universitäre Institution in der Neuen Hauptstadt Ägyptens.

## Geschichte
Die EUE wurden gegründet und eröffnet auf Basis von drei Dekreten aus den Jahren 2018 bis 2021:
- Der Verordnung zur Ansiedlung von Institutionen transnationaler Bildung (Law No. 162/2018[1] (IBC Law, IBC = International Branch Campus[2])), das die Grundlage ist für die Gründung entsprechender Institutionen, für mögliche Organisationsstrukturen und für den Betrieb von sog. „IBCs“, d. h., von Zweigstellen ausländischer Universitäten in der Arabischen Republik Ägypten.[3]

- Einer Verordnung des Ägyptischen Ministeriums für höhere Bildung und Wissenschaft (The Minister of Higher Education and Scientific Research Decree No. 4200/2018) und

- Einer Verordnung des Ägyptischen Präsidenten (The President’s Decree No. 86/2021).[4]

Die EUE-Universitäten haben im Herbst 2021 ihre Lehrtätigkeit aufgenommen. Im Jahr 2022 wurde die Institution EUE als Partner („Affiliate Member“) in die European University Association (EUA) aufgenommen.

## Organisationen
Die EUE beherbergen derzeit drei Zweiguniversitäten aus Großbritannien:
- University of London als zertifizierende Prüfungsinstitution unter akademischer Leitung von Mitgliedern des Universitätsverbunds, unter ihnen die London School of Economics and Political Science, Goldsmiths, University of London, King’s College London sowie das “Laws Consortium”[6], das aus 6 UoL-Law-Schools besteht.

- University of Central Lancashire (kurz: UCLan)
- University of East London (UEL).[7][8]

## Studiengänge und Abschlüsse
An den EUE sind Studiengänge und Studienabschlüsse (Bachelor, Master) nach britischen bzw. europäischen Standards möglich, sowie berufliche Weiterbildung. Derzeit sind unter den angebotenen Studiengängen folgende Fachrichtungen vertreten: Wirtschaftswissenschaften, Management, Business, Finanzen, Politikwissenschaften, Computerwissenschaften,Psychologie, Rechtswissenschaften und Ingenieurwissenschaften sowie Architektur, Marketing, HR Management, Bildende Kunst, Modedesign, Grafikdesign, Sporttherapie und Physiotherapie. Unterrichtssprache ist Englisch.

## Management und Universitätsleitung
Vorstand des Kuratoriums („Board of Trustees“) ist Mahmoud Hashem Abdelkader ehemaliger Präsident der German University in Cairo, Professor am NILES-Institut (Universität Kairo). Er ist derzeit, nach der ersten EUE-Präsidentin Hilde Spahn-Langguth, auch Präsident der EUE. EUE-Vizepräsident ist seit 2022 Tarek M. Hashem. Jede der Zweiguniversitäten wird von einem Universitätspräsidenten geleitet: UCLan Branch – Darrell D. Brooks von 2021 bis 2023; Abuelela Mohamed Abuelnaga seit 2023; UoL Branch: Hala Abou-Ali von 2019 bis 2022, Sally Khalifa Isaac seit 2023; UEL Branch: Tarek Hassan Selim seit 2024.